# Estado de Saurastra
Saurastra (en inglés: Saurashtra), también conocido como Estado Unido de Kathiawar, fue un antiguo estado de la India existente entre 1949 y 1956 con la ciudad de Rajkot como su capital.

## Historia

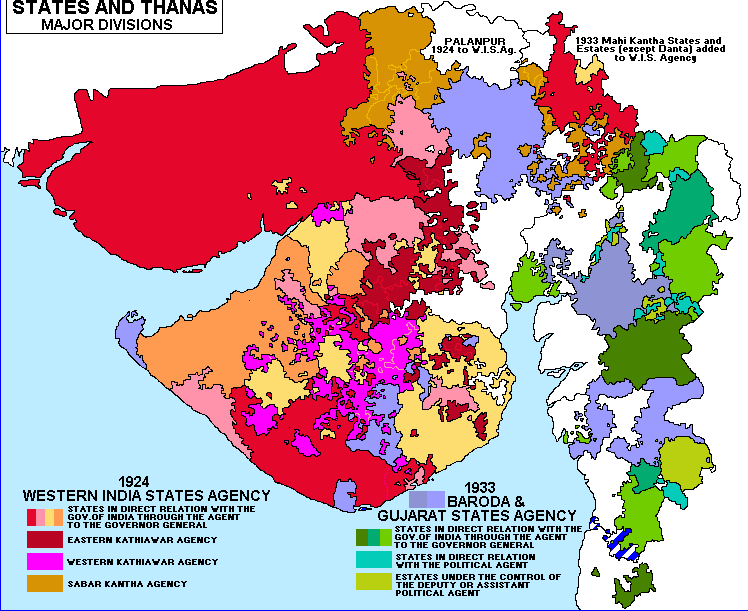
Mapa de los estados principescos de Guyarat hacia 1933.

El Estado de Saurastra fue al principio nombrado como Estado Unido de Kathiawar. Se formó el 15 de febrero de 1948 con la fusión de un total aproximado de 200 grandes y pequeños estados principescos incluidos en la Agencia de la India Occidental. Se le dio dicho nombre por ubicarse en la región de Kathiawar y Saurastra, ya que en general ambas denominaciones denotan a una misma región geográfica de las tierras de la península de Guyarat.
Fue en gran parte debido a los esfuerzos y la habilidad política de Sardar Vallabhbhai Patel y la influencia de Mahatma Gandhi que la mayoría de los estados de Kathiawar decidieron anexarse a la Unión de la India y firmar el Instrumento de Adhesión. Se requirió de una gran cantidad de tiempo por parte de Patel para convencer a los príncipes locales y a los pequeños subas, totalizando 222 solamente en la región de Saurastra. La mayor parte de los gobernantes de los estados convinieron en la formación de los Estados Unidos de Kathiawar el 24 de enero de 1948.
La gran península de Kathiawar incluía algunos de los estados principescos más prominentes de la India, como Baroda, Nawanagar, Bhavnagar, Wadhwan, Porbandar, Idar, Dhrangadhra, Rajpipla, Cambay, Gondal, Morvi, Wankaner, Baria, Dharampur, Dhrol, Limbdi, Rajkot, Palitana y Sachin, entre otros.
De entre los estados de Kathiawar, el estado de Baroda era el tercero más grande de los principados de la India, teniendo su territorio disperso entre Dwarka en el oeste de Kathiawar hasta Bombay en el sur; no firmó el convenio para la formación de los Estados Unidos de Kathiawar. Pero en lugar de continuar con el antiguo marajá de Baroda, Pratap Singh Gaekwad declaró un gobierno encargado el 4 de septiembre de 1948, con Jivraj Narayan Mehta como primer ministro del estado, según lo dispuesto por Sardar Patel. El estado de Baroda más adelante se fusionó por sí mismo con el estado de Bombay el 1 de mayo de 1949.
En noviembre de 1948, el Estado Unido de Kathiawar recibió el nombre de Estado Unido de Saurastra o simplemente Estado de Saurastra, cuando se negoció y ejecutó por los gobernantes de los estados un pacto complementario. Una vez que la unión de Saurastra entró en existencia, un segundo pacto complementario fue ejecutado en enero de 1949, proporcionando la integración de Junagadh con Saurastra. Unos días más tarde, el 20 de febrero de 1949, la administración del estado de Junagadh y también la de Mangrol, Manavadar, Babariawad, Bantva y Sardargarh fueron entregados oficialmente al gobierno de Saurastra.
El 1 de noviembre de 1956 Saurastra dejó de existir como estado y se convirtió en parte del estado de Bombay, cuyo territorio de fue ampliada en ese día con la inclusión de los estados de Kutch, Saurastra, Marathwada y Vidarbha, mientras que una porción sur fue adherida a Karnataka.
Tras el movimiento Mahagujarat, el estado de Bombay fue disuelto de nuevo para ser separado en los estados de Maharastra y Guyarat, ambos creados el 1 de mayo de 1960 sobre la base de límites lingüísticos. Tras esto Saurastra se convirtió en una región geográfica definida dentro del estado de Guyarat.